# NGC 3029
إن جي سي 3029 التي يرمز لها بالرمز NGC 3029، هي مجرة، في كوكبة السدس.

## الاكتشاف
اكتشفت في 8 فبراير 1886، بواسطة لويس سويفت.